# シャバク語
シャバク語（シャバクご）はシャバク人とイラクのモースルのクルド人によって話される、インド・イラン語派のザザ＝ゴラニ語に属する言語である。1989年時点で話者数は1万人から2万人の間と推定されている。

## 他の言語との類似点
シャバク語はザザ＝ゴラニ語に属しており、最も近いのがゴラニ（ヘウラミ―）方言とザザキ語である。ザザ・ゴラニ語自体は北西イラン語群に属しており、ソラニー・クルド語とも共通の特徴がある。